# Independence Hall
Independence Hall (en. za „Dvoranu neovisnosti”) je zgrada u Philadelphiji (Pennsylvania, SAD) koja je najpoznatija je kao „rodno mjesto Sjedinjenih Američkih Država” jer je u njoj donesena Američka deklaracija o neovisnosti 1776. i Ustav Sjedinjenih Američkih Država 1787. godine. Jedinstvena načela slobode i demokracije koja su ustanovljena ovim dokumentima su postala presudna u povijesti SAD-a i imala su snažan utjecaj na zakonodavce širom svijeta. Zbog toga je Independence Hall upisana na UNESCO-ov popis mjesta svjetske baštine u Sjevernoj Americi još 1979. godine.

## Povijest
Skromna neoklasicistička građevina sagrađena je od 1732. – 53. godine kao kolonijalno zakonodavno središte Britanskog Carstva u Sjevernoj Americi, a kasnije je postala zgrada Pennsylvanijske vlade od 1732. – 99. Tijekom razdoblja kada je Philadelphia bila glavnim gradom SAD-a, od 1790. – 1800. god., zgrada je nastavila biti pozornicom mmnogih važnih povijesnih događaja. 
U njegovoj sabornoj dvorani zasjedao je Drugi Kontinentalni kongres 13 američkih kolonija od 1775. do 1783. godine, tijekom kojega je potpisana 1776. i ratificirana 1781. godine Američka deklaracija o neovisnosti. U njoj je održana i Ustavna konvencija od svibnja do rujna 1787. godine, kojom je predsjedavao George Washington i prilikom koje je donesen Ustav SAD-a, temelj pravnog sustava SAD-a sve do danas.
Zgrada je pretrpjela mnoge obnove, tako ju je neogrčki historicizam Johna Havilanda 1830. godine potpuno promijenio, ali je Uprava nacionalnog parka 1950. godine vratila u izvorni izgled.

## Odlike
Dvorana je sagrađena u georgijanskom neoklasicističkom stilu od crvene opeke sa središnjom zgradom od tri prostorije i pripojenim zvonikom. S njom su simetrično spojene dvije manje građevine s obje strane dvorane, Stara gradska vijećnica na istoku i Kongresna dvorana na zapadu. One zajedno tvore jednu stranu gradske četvrti poznate kao „Trg neovisnosti”, na kojemu se nalazi i Dvorana filozofa i Trgovački centar Independence Mall iz sredine 20. stoljeća, u kojemu se nalazi originalno „Zvono slobode” (Liberty Bell). Zvono slobode je simbolična ikona američke borbe za neovisnost jer je služilo da se pozivaju zakonodavci tijekom sjednica u Dvorani neovisnosti, ali i za pozivanje puka na javne skupove i proglase, pa tako i čitanje Američke deklaracije o neovisnosti 8. srpnja 1776. godine. Teško 943 kg i napuklo, danas stoji na posebnom mjestu nasuprot Dvorane, a u tornju je njegova kopija. Kopiju je na dvjestogodišnjicu neovisnosti, 1976. god., poklonila britanska kraljica Elizabeta II., a izliveno je u istoj radionici u Londonu u kojoj je bilo napravljeno i originalno zvono.
Na 18 ha Parka neovisnosti nalazi se 20 povijesnih građevina od kojih i dom Benjamina Franklina, koji je danas muzej posvećen njegovom životu i dostignućima.
- Saborna dvorana
- Vrhovni sud
- Guvernerov savjet na katu
- Duga galerija na katu
- Liberty Bell

## Vanjske poveznice
- Službena stranica (engl.)
- Independence Hall na ushistory.org (engl.)
- Video saborne dvorane Independence Halla